# İbrahim Aydemir
İbrahim Aydemir (* 19. Mai 1983 in Augsburg) ist ein türkischer Fußballspieler, der seit 2010 beim bayerischen Regionalligisten SV Heimstetten aktiv ist.

## Karriere

### Vereine
Aydemir spielte in seiner Jugend für den TSV Gersthofen, den FC Bayern München, mit dem er 1997 Deutscher B-Juniorenmeister wurde, und ab 2005 für die SpVgg Unterhaching, für die er in der Saison 2004/05 auf einen Einsatz in der 2. Bundesliga kam. Dies war am 15. Mai 2005 (33. Spieltag) bei der 0:2-Niederlage im Heimspiel gegen Rot-Weiß Oberhausen mit Einwechslung für Carsten Sträßer in der 82. Minute.
2005 wechselte er zum türkischen Erstligisten Sivasspor, für den er eine Saison unter Trainer Werner Lorant spielte. Danach spielte er noch jeweils fünfmal – auf Leihbasis – für den Zweitligisten Samsunspor und den Drittligisten Şekerspor.
Im Sommer 2007 kehrte der Stürmer zur SpVgg Unterhaching zurück, wo er zum Kader der ersten Mannschaft zählte, jedoch meist in der zweiten Mannschaft in der Bayernliga eingesetzt wurde. Am 10. Mai 2008 (31. Spieltag) beim 3:2-Sieg im Auswärtsspiel der ersten Mannschaft gegen den VfB Stuttgart II erzielte er mit dem Treffer zum zwischenzeitlichen 2:2 in der 85. Minute sein erstes Tor in der Regionalliga Süd. In der Saison 2008/09 spielte er für den Bayernligisten FC Ismaning und 2009/10 für den Landesligisten SV Pullach. Seit 2010/11 steht er beim Bayernliga-Aufsteiger SV Heimstetten unter Vertrag, mit dem er zur Saison 2012/13 – über die Relegation – den Aufstieg in die Regionalliga Bayern schaffte.

### Nationalmannschaft
Aydemir spielte zwischen dem 19. Februar 1998 (Frankreich-Türkei 0:0) und dem 30. Juni 1999 (Israel-Türkei 1:1) zehnmal für die türkische U-15-Nationalmannschaft. In diesem Zeitraum bestritt er zwei Länderspiele für die U-16-Nationalmannschaft: am 24. und 27. August 1998 bei der 0:5- bzw. 0:2-Niederlage in den Testländerspielen gegen die Auswahl Qatars.
Zudem spielte er am 1. März 2006 einmal für die A2-Nationalmannschaft, die mit 3:1 gegen die Auswahl Tschechiens gewann.